# Daniel Leclercq
Daniel Leclercq (Trith-Saint-Léger, 1949. szeptember 4. – Martinique, 2019. november 22.) francia labdarúgó, hátvéd, edző.

## Pályafutása

### Játékosként
1961-ben a Valenciennes korosztályos csapatában kezdte a labdarúgást, ahol 1967-ben mutatkozott be az A-csapatban. 1970 és 1974 között az Olympique Marseille labdarúgója volt, közben az 1971–72-es idényben kölcsönben szerepelt az Angoulême csapatában. 1974 és 1983 között az RC Lens labdarúgója volt. 1983–84-ben a Valenciennes együttesében fejezte be az aktív labdarúgást.

### Edzőként
1986–87-ben a Valenciennes, 1997 és 1999 között az RC Lens vezetőedzője volt. 1997–98-ban az év edzője lett az UNFP (Union nationale des footballeurs professionnels) szerint. 2001-ben a belga a RAA Louviéroise szakmai munkáját irányította. 2003 és 2005 között a Valenciennes, 2009 és 2016 között az Arleux-Fechain, 2017-ben a Douai vezetőedzőjeként tevékenykedett.

## Sikerei, díjai

### Játékosként
Olympique de Marseille
- Francia kupa (Coupe de France)
  - győztes: 1971
- Francia szuperkupa (Trophée des champions)
  - győztes: 1971

### Edzőként
- UNFP-díj – az év edzője (1998)

 RC Lens
- Francia kupa (Coupe de France)
  - győztes: 1998
- Francia ligakupa (Coupe de la Ligue)
  - győztes: 1998–99